# Cenkalji sétány
A Cenkalji sétány (egyéb nevei Vársétány vagy Felső sétatér, románul: Aleea de sub Tâmpa vagy Promenada de sus, németül: Burgpromenade vagy Felsenweg) egy 1 kilométer hosszú brassói promenád, mely a Cenk északnyugati oldalát és a város délkeleti, jórészt épen fennmaradt várfalait követi. A városiak és a turisták egyik kedvelt helye; kiváló kilátás nyílik a történelmi központra és a régi bástyákra, számos kikapcsolódási lehetőség van, és innen indul a cenki libegő és több túraösvény.

## Története
A középkortól a 19. századig a várfal és az akkor még fásítatlan Cenk közötti területet alacsony falak és külső őrtornyok vigyázták, a védett, karámszerű területen pedig szarvasmarhákat legeltettek. 1824-ben Markus Riemer vásárbíró (Marktrichter) egy korábbi ösvény nyomvonalán sétautat épített a Katalin-kaputól a Cenk aljáig; ezt 1839-ben meghosszabbították a délkeleti várfalakat követve, majd 1840-ben fákat ültettek és padokat állítottak mentén.
Ami az itteni erődítményeket illeti, azok ekkor már erősen lepusztult állapotban voltak: a bástyák omladoztak, a romos falakat növényzet fojtogatta, a várárkokat pedig víz helyett szenny és szemét töltötte be. A század közepén megkezdődött a terület rendbetétele és hasznosítása: 1848-ban a Takácsok bástyája és a Kötélverők bástyája közötti részen lőteret létesítettek, mely később a szász fiatalok tornakertjeként is szolgált, 1857-ben pedig a Takácsok bástyája mellett faiskolát nyitottak, és egy ház is épült a városi kertész számára. 1874-ben a várárkot szegélyező fűzfák helyett új fákat ültettek, a sétateret pedig rendszeresen szépítették. Végső kinézetét a 20. század elején nyerte el.
1865–1916 között a sétány végén, a Takácsok bástyája közelében állt a Lövölde, a brassóiak kedvelt szórakozóhelye, a város kulturális életének egyik meghatározó intézménye. 1893-ban épült fel a Christian Kertsch által tervezett vízműépület, mely a Cenk forrásait befogva vízzel látta el a várost. Ugyanekkor áttörték a várfalakat (Durchbruch), így a központból közvetlen út nyílt a sétányra, nem kellett megkerülni a városerőd nagy részét.
A román hatalomátvétel után Aleea Regina Maria (Mária román királyné-sétány) lett a neve, azonban az elnevezés hamarosan kikopott a köztudatból. A 20. század második felében, majd a 21. század elején többször végeztek javításokat a falakon, tornyokon, bástyákon. 1970-ben megnyílt a drótkötélpályás felvonó, és sportpályákat, játszótereket, éttermet is létesítettek. 2020-ban a sétánnyal párhuzamos, autók által is járható és főként parkolónak használt Tiberiu Brediceanu utcát lezárták a forgalom elől és sportolásra, a szabadidő eltöltésére alkalmas hellyé alakították át.

## Leírása
A Cenkalji sétány a történelmi központot délről megkerülve a Bolonya szélén álló Cserzővargák bástyájától a Bolgárszeget figyelemmel tartó Takácsok bástyájáig húzódik. Már a 19. század végén a brassói városközpontot körülfogó sétányok legszebbikeként és leglátványosabbjaként tartották számon, a 20. század elején pedig a városiak kedvelt sétatereként írták le. Octav Șuluțiu író Romániában egyedülállónak nevezte a különleges panorámát nyújtó sétányt. Teofil Mihăilescu műépítész szerint „a szerelmesek hivatalos sétaútja, a nagyságos asszonyok, a gyermekes családok, a kerékpárok és görkorcsolyák és babakocsik és nagyszülők sétánya, [...] tökéletes választás azoknak, akik úgy akarnak pihenni, hogy a város is a közelben maradjon.”

### Látnivalók
A főbb látnivalók keletről (Bolonyától) indulva nyugat felé (Bolgárszeg irányába):
- A Szövetkészítők bástyája és Cserzővargák bástyája a városerőd keleti szögletét védték. Az előbbi a 15. század közepén épült, és kezdetben az aranyműveseké volt. A 16. század elején egy második északkeleti falrendszert is építettek, ennélfogva a bástya távolabb került a várfal szögletétől. A helyzet orvoslására építették fel a Cserzővargák bástyáját, melynek ma már csak alapjai állnak. A Szövetkészítők bástyájában 2012-ben múzeum nyílt, azonban később bezárták.[10]
- 19. századi kőpad, a „szerelmesek padja”; egy legenda szerint egy szerelmespár emlékére állították, akiket 1817-ben ezen a helyen maga alá temetett egy sziklaomlás.[7]
- Várfalak és tornyok (két torony a középkorból maradt fenn, kettőt a 21. század elején építettek újra).
- Az 1893-ban épült Kertsch-féle vízmű, előtte zenepavilonnal, és a város felé vezető „Durchbruch”.[4]
- A cenki felvonó alsó állomása, és a szerpentines túraösvény kezdete.
- Kötélverők bástyája, 16. századi bástya, melynek ma már csak alapzata áll.[11]
- Játszóterek, fedett és nyitott sportpályák (télen jégpályák).
- A Takácsok bástyája, mely az erőd déli szögletét védte. A 15. század elején építették, mai formáját a 16. században nyerte el; máig épen és viszonylag eredeti formájában maradt fenn. Belsejében a megyei múzeum „Brassó vára és a Barcaság erődítményei” állandó kiállítása tekinthető meg. Udvarán rendezvényeket is tartanak.[12]
- Olimpia sportkomplexum, a bástya szomszédságában.

## Képek

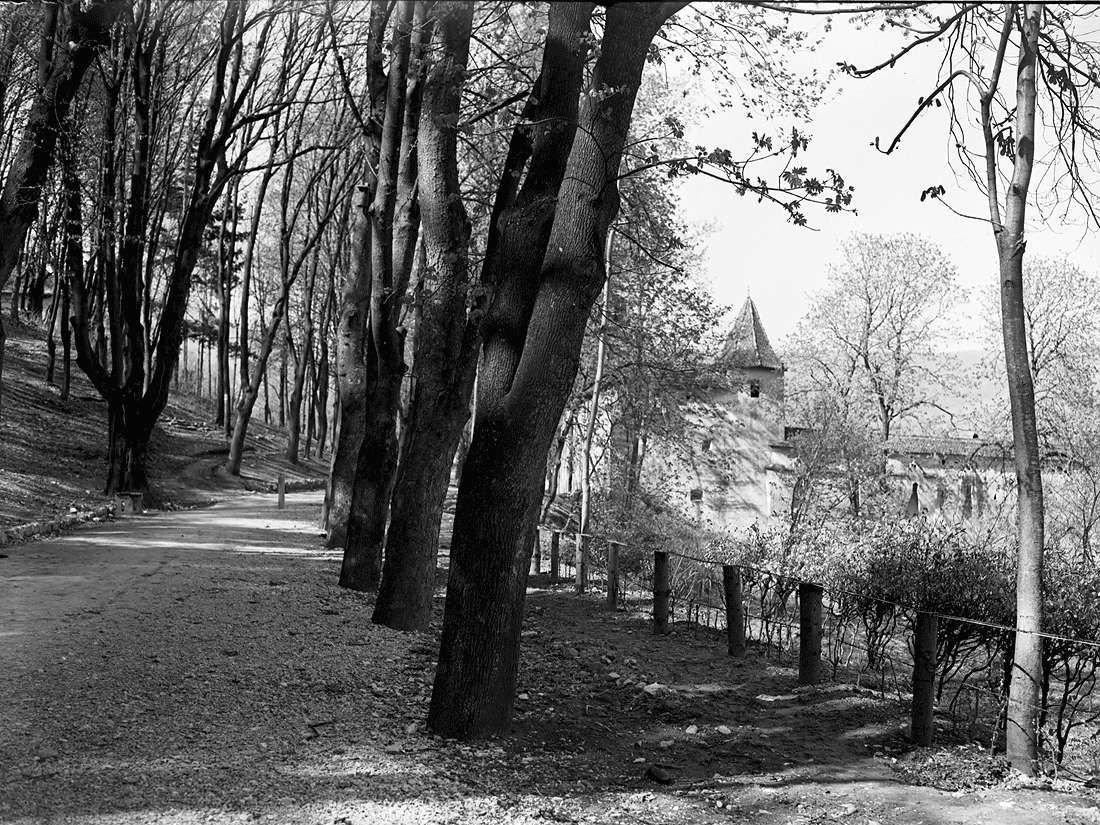
A 20. század elején
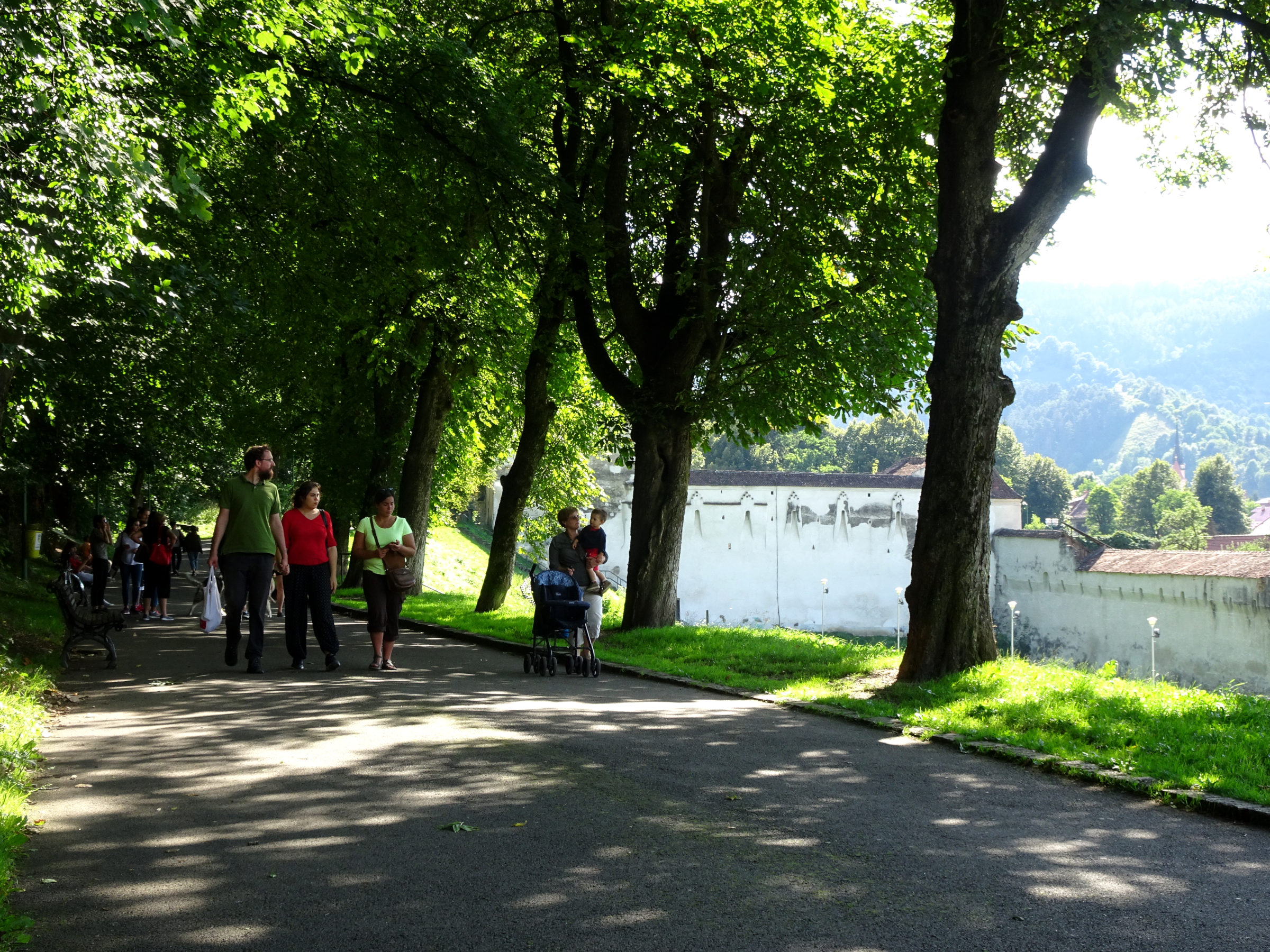
Nyáron...
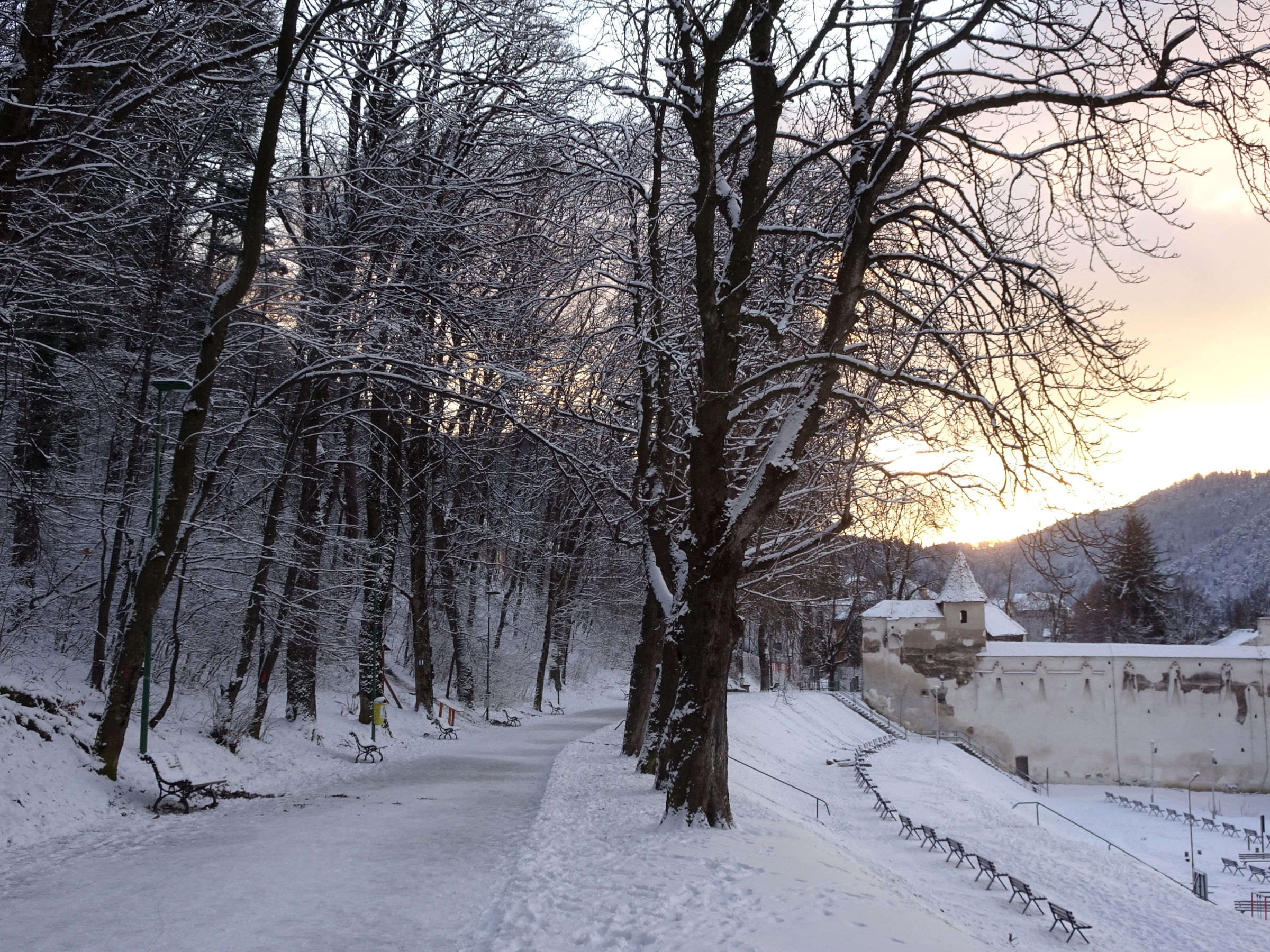
télen
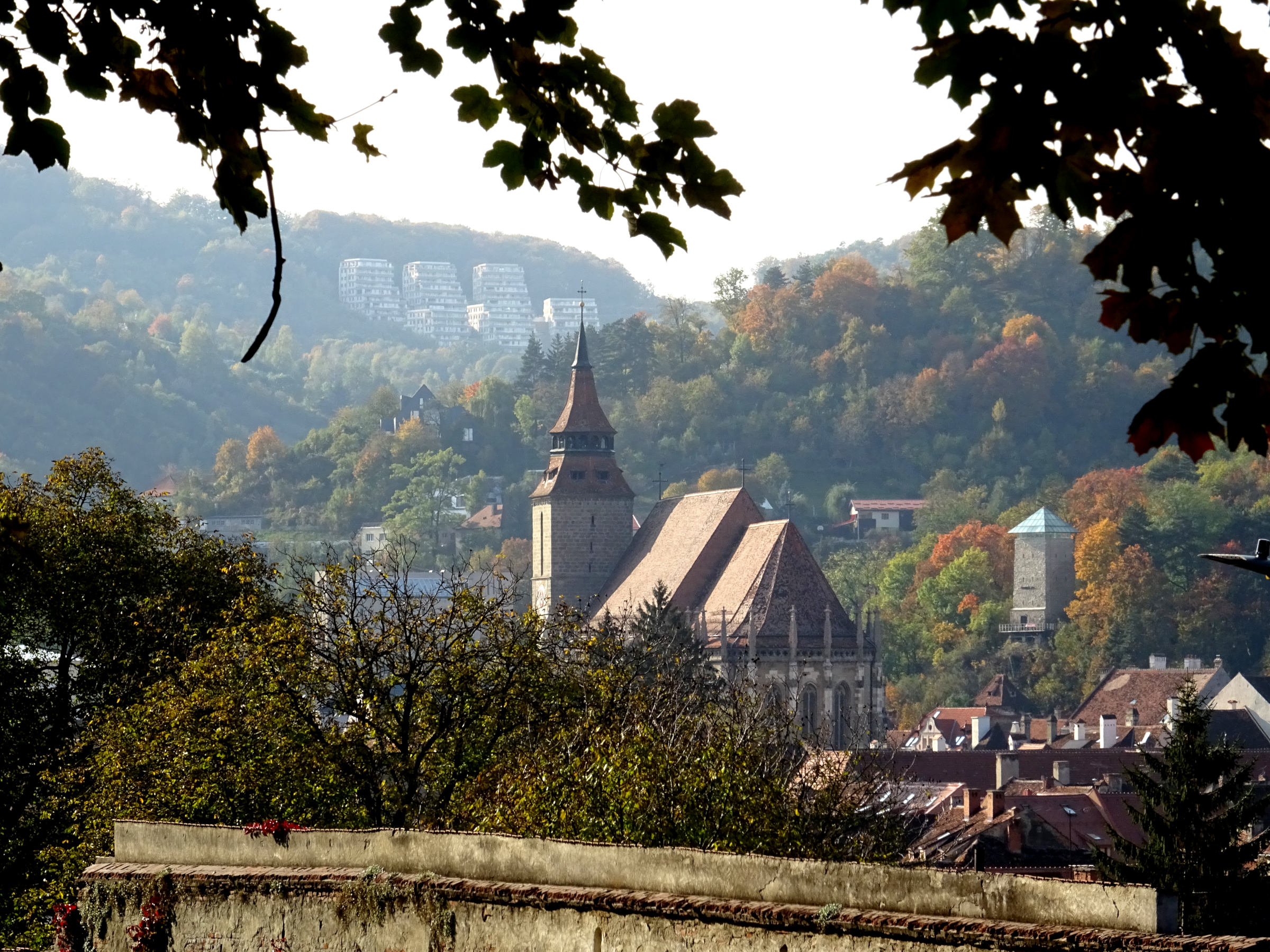
Rálátás a városközpontra
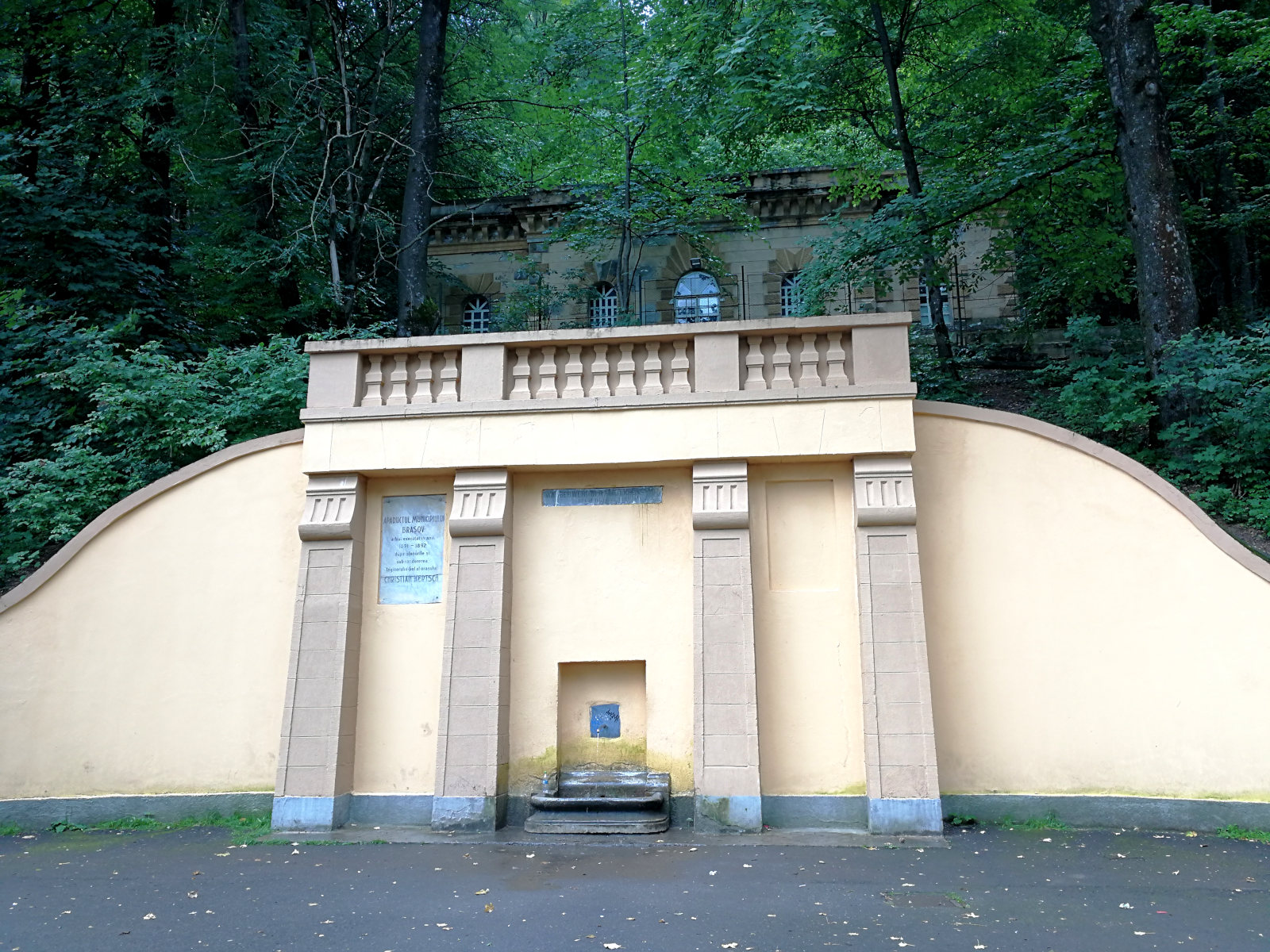
A vízművek